# Aron Bjarnason
Aron Bjarnason (14 de octubre de 1995) es un futbolista islandés que juega en la demarcación de extremo para el Breiðablik UBK de la Úrvalsdeild Karla.

## Selección nacional
Tras jugar en las categorías inferiores de la selección, finalmente hizo su debut con la selección de fútbol de Islandia en un partido amistoso contra Suecia que finalizó con un resultado de 2-1 a favor del combinado sueco tras el gol de Sveinn Aron Guðjohnsen para Islandia, y de Elias Andersson y Jacob Ondrejka para Suecia.

## Clubes
| Club                     | País     | Año       | Partidos | Goles |
| ------------------------ | -------- | --------- | -------- | ----- |
| KR Þróttur               | Islandia | 2012-2013 | 15       | 0     |
| Fram Reykjavík           | Islandia | 2013-2014 | 29       | 5     |
| ÍBV Vestmannæyjar        | Islandia | 2015-2016 | 46       | 8     |
| Breiðablik UBK           | Islandia | 2017-2019 | 57       | 13    |
| Újpest FC                | Hungría  | 2019-2020 | 16       | 0     |
| Valur Reykjavík (cedido) | Islandia | 2020      | 21       | 8     |
| IK Sirius Fotboll        | Suecia   | 2021-2024 | 65       | 6     |
| Breiðablik UBK           | Islandia | 2024-     | 42       | 10    |